# Rachida Dati
Rachida Dati, arab. رشيدة داتي Rašīdah Dātī (ur. 27 listopada 1965 w Saint-Rémy) – francuska polityk pochodzenia marokańskiego i algierskiego, w latach 2007–2009 minister sprawiedliwości i strażnik pieczęci, eurodeputowana VII i VIII kadencji, od 2024 minister kultury.

## Życiorys

### Wykształcenie i praca zawodowa
Urodziła się w rodzinie imigrantów (ojciec był marokańskim murarzem, matka niepiśmienną Algierką) jako drugie z dwanaściorga dzieci. Dzieciństwo spędziła w Chalon-sur-Saône, gdzie jej rodzina mieszkała w lokalu socjalnym. Uczęszczała do katolickiej szkoły prowadzonej przez karmelitanki, następnie do publicznego liceum, gdzie w 1983 zdała egzamin maturalny. W wieku 16 lat zaczęła wieczorami oraz podczas wakacji pracować jako pomoc medyczna. Ukończyła studia ekonomiczne oraz z zakresu prawa publicznego (została absolwentką Université de Bourgogne i Université Panthéon-Assas). Od początku lat 90. pracowała w bankowości i audycie, następnie w organach administracji publicznej oraz w wymiarze sprawiedliwości.

### Działalność polityczna
W 2002 została doradczynią Nicolasa Sarkozy’ego do spraw zwalczania przestępczości. W 2006 wstąpiła do centroprawicowej Unii na rzecz Ruchu Ludowego. W 2007 pełniła funkcję rzeczniczki kandydata UMP w trakcie kampanii prezydenckiej. W maju 2007, po wygranej Nicolasa Sarkozy’ego w wyborach prezydenckich, została powołana na urząd ministra sprawiedliwości w pierwszym rządzie François Fillona, stając się pierwszą kobietą północnoafrykańskiego pochodzenia i pierwszą muzułmanką w randzie ministra we francuskim rządzie. Miesiąc później objęła tożsame stanowisko w drugim gabinecie tego premiera. Jako minister sprawiedliwości uchodziła za zwolenniczkę zaostrzania polityki karnej, zaproponowała m.in. wprowadzenie progów minimalnych wyroków dla recydywistów, które odpowiadałyby 1/3 najwyższego wymiaru kary. Doprowadziła do uchwalenia przepisu pozwalającego na „zatrzymanie prewencyjne” (bezterminowe zatrzymanie sprawców najcięższych przestępstw już po zakończeniu odbywania kary).
W wyborach samorządowych w 2008 została wybrana na mera 7. dzielnicy Paryża (utrzymywała tę funkcję również w 2014 i 2020). W 2009 z listy UMP została wybrana na posłankę do Parlamentu Europejskiego, w konsekwencji 23 czerwca tego samego roku odeszła z rządu. W kwietniu 2013, mimo wcześniejszych zapowiedzi, ogłosiła, że nie będzie ubiegać się o stanowisko mera Paryża.
W 2010 złożyła przysięgę adwokacką w pierwszej izbie paryskiego sądu apelacyjnego, wchodząc w skład paryskiej palestry (jako były wysoki urzędnik wymiaru sprawiedliwości z pominięciem konieczności zdania egzaminu zawodowego). Jesienią 2010 kilkakrotnie na łamach prasy skrytykowała ministra spraw wewnętrznych Brice’a Hortefeux w związku z rosnącymi wskaźnikami przestępczości wśród młodzieży oraz wydalaniem Romów, co zostało zinterpretowane przez media jako próba wzmocnienia wizerunku przed wyborami parlamentarnymi w 2012.
W wyborach w maju 2014 z powodzeniem ubiegała się o europarlamentarną reelekcję. W PE zasiadała do lipca 2019, nie ubiegała się o ponowny wybór. W listopadzie tegoż roku została wybrana przez partię Republikanie na kandydatkę w wyborach na mera Paryża zaplanowanych na marzec 2020. 15marca 2020 w pierwszej turze tych wyborów uzyskała 22,7% głosów. W drugiej turze z 28 czerwca 2020 otrzymała 34,3% głosów, przegrywając tym samym wybory.
W styczniu 2024 dołączyła do nowo powstałego rządu Gabriela Attala, obejmując w nim stanowisko ministra kultury. W konsekwencji ogłoszono jej wykluczenie z pozostających wówczas w opozycji Republikanów. Na funkcji ministra kultury pozostała także w utworzonym we wrześniu 2024 rządzie Michela Barniera oraz w powołanym w grudniu 2024 gabinecie François Bayrou.

## Życie prywatne
W 2009 urodziła córkę, której nadała imię Zohra. Polityk odmówiła ujawnienia tożsamości jej ojca, co doprowadziło do licznych spekulacji medialnych. W 2014 na wniosek Rachidy Dati w postępowaniu sądowym potwierdzono, że ojcem jej córki jest Dominique Desseigne, miliarder, prezes firmy Groupe Barrière zarządzającej siecią hoteli, kasyn i restauracji.

## Odznaczenia
- Order Sztuki i Literatury I klasy (z urzędu, 2024)[20]
- Order Alawitów II klasy (Maroko, 2010)[21][22]
- Order Franciszka I II klasy (order domowy dynastii Burbonów Sycylijskich, 2012)[23]
- Komandor 1. Stopnia Orderu Danebroga (Dania, 2025)[24]